# Can't Help Myself
Can't Help Myself est une sculpture cinétique créée par Sun Yuan et Peng Yu en 2016. La sculpture était constituée d'un bras robotisé capable de se déplacer pour ramasser le liquide d'éther de cellulose rouge s'échappant de son noyau interne, ou encore d'effectuer des mouvements de danse. Il a été commandé par le musée Guggenheim dans le cadre de The Robert. L'Initiative d'Art Chinois de la H. N. Family Foundation, dirigée par la Conservatrice Associée Xiaoyu Weng de la Robert H.N. Ho Family Foundation, a pour objectif de cultiver un dialogue sur l'avancement de la technologie et de l'industrialisation, le contrôle violent des frontières, ainsi que des allusions à la nature de la vie.
La sculpture a été présentée au musée Guggenheim dans le cadre de l'exposition Tales of Our Time en 2016, organisée par Xiaoyu Weng et Hou Hanru, puis à la Biennale de Venise en 2019 pour l'exposition May You Live in Interesting Times. Chaque exposition a suscité diverses interprétations de la part du public.